# Viljem IV. Bronkhorstski
Viljem IV. Bronkhorstski (? - 12. marec 1410 ) je bil gospod Bronkhorstski (1356-1399) in sodni izvršitelj (upravitelj) v Zutphenu za vojvodo Gelderskega. Bil je najstarejši sin Gijsberta V. Bronkhorstskega in Katarine Leefdaelske (- 13. april 1361), hčerke Rožjerja Leefdaelskega, gospoda Oirschotskega in Hilvarenbeeškega ter Neže Kleef-Hülchrathske.

## Življenje
Viljem IV. je zasedal različne visoke položaje na dvoru, kot so svetnik vojvode, upravitelj zemljišč in upravitelj zemljiške najemnine v Zutphenu. Za to zadnjo funkcijo je moral vojvodi Viljemu I. Gelderskemu plačati 10.000 starih schildnov, kar je bila takrat precejšnja vsota. 
Po smrti vojvode Reinalda III. se je spor med Bronkhorsti in Heekereni ponovno razplamtel. Viljem IV. Bronkhorstski je vodil tabor Bronkhorst. Leta 1399 se je upokojil in Bronkhorst predal svojemu najstarejšemu sinu Gijsbertu VI. Umrl je 12. marca 1410, potem ko je več kot deset let užival v upokojitvi.

### Poroka in otroci
Viljem se je novembra 1365 poročil s Kunegundo Meursko (1325-1375), hčerko Diderika IV. Meurškega, grofa Meurškega (1280 – 5. februar 1346) in Kunigunde Volmesteinske (1295-1325) . Kunegunda Meurska je bila vdova (1) po Gerhardu V. Landskroonskem, vikontu Landskroona (1320-1345) in  (2) vdova po Frideriku Baerskem (umrl 1355).
Viljem in Kunegunda sta imela naslednje otroke:
- Gijsbert VI. Bronckhorstski
- Friderik (ok. 1369 – 11. marec 1405), gospod Borculski (1402–1405) po smrti strica Gijsberta Bronkhorstskega-Borkulskega.
- Katarina Bronkhorstska (1366 - 25. november 1415). Poročila se je prvič s Henrikom II. Wiškim, drugič pa  24. januarja 1391 v Gemenu s Henrikom III. Gemenskim (1351-1424) , gospodom Gemenskim, Borkenskim, Vredenskim, Ramsdorfskim in Lohnskim, zastavnim gospodom Bredevoortskim in Oedinškim.

### Gradič Hackfort
Leta 1367 je Viljem podelil desetino na kmetiji Tiodinck, od "Goeta to Hacvorta", kot fevd Geritu I. Hackfortskemu. Leta 1392 je celoten Hackfort podelil svojemu sinu Jakobu II. Hackfortskemu. Gijsbert Bronkhorstski, gospod Bronkhorstski, ki je leta 1385 s poroko postal gospod Borkulski in Lichtenvoordski, je fevd Goeta to Hackvorta na skrivaj dodelil Münsterskemu škofu, medtem ko je ta že od nekdaj pripadal vojvodi Gelderskemu. To posestvo je pripadalo praporščini Bronckhorst do prodaje leta 1702.

### Pečat
Viljemov pečat 1. novembra 1368: ščit s kronanim plezajočim levom, okrasnim štirilistnim okvirjem in štirikotnikom. Pečat iz 24. marca 1379: ščit s kronanim plezajočim levom, okrasnim kvadratom, okrašenim s cvetličnimi figurami in labodom.